# Iso-Tahkonen
Iso-Tahkonen eller Tahkojärvi är en sjö i Finland. Den ligger i kommunen Kuhmo i landskapet Kajanaland, i den östra delen av landet, 500 km nordost om huvudstaden Helsingfors. Iso-Tahkonen ligger 196,3 meter över havet. Den är 6 meter djup. Arean är 75,8 hektar och strandlinjen är 7,77 kilometer lång. Sjön  ingår i Uleälvens huvudavrinningsområde. 